# عرق اللؤلؤ
عرق اللؤلؤ (بالإنجليزية: Nacre)‏ المعروف أيضاً باسم أم اللؤلؤ، وهو عبارة عن مجموعة من المواد العضوية، وغير العضوية المركبة التي تنتجها بعض الرخويات باعتبارها طبقة قشرة داخلية، وهي أيضاً ما يتكون منها اللؤلؤ. تركيبته قوية جداً ومرنة، وقزحي اللون.

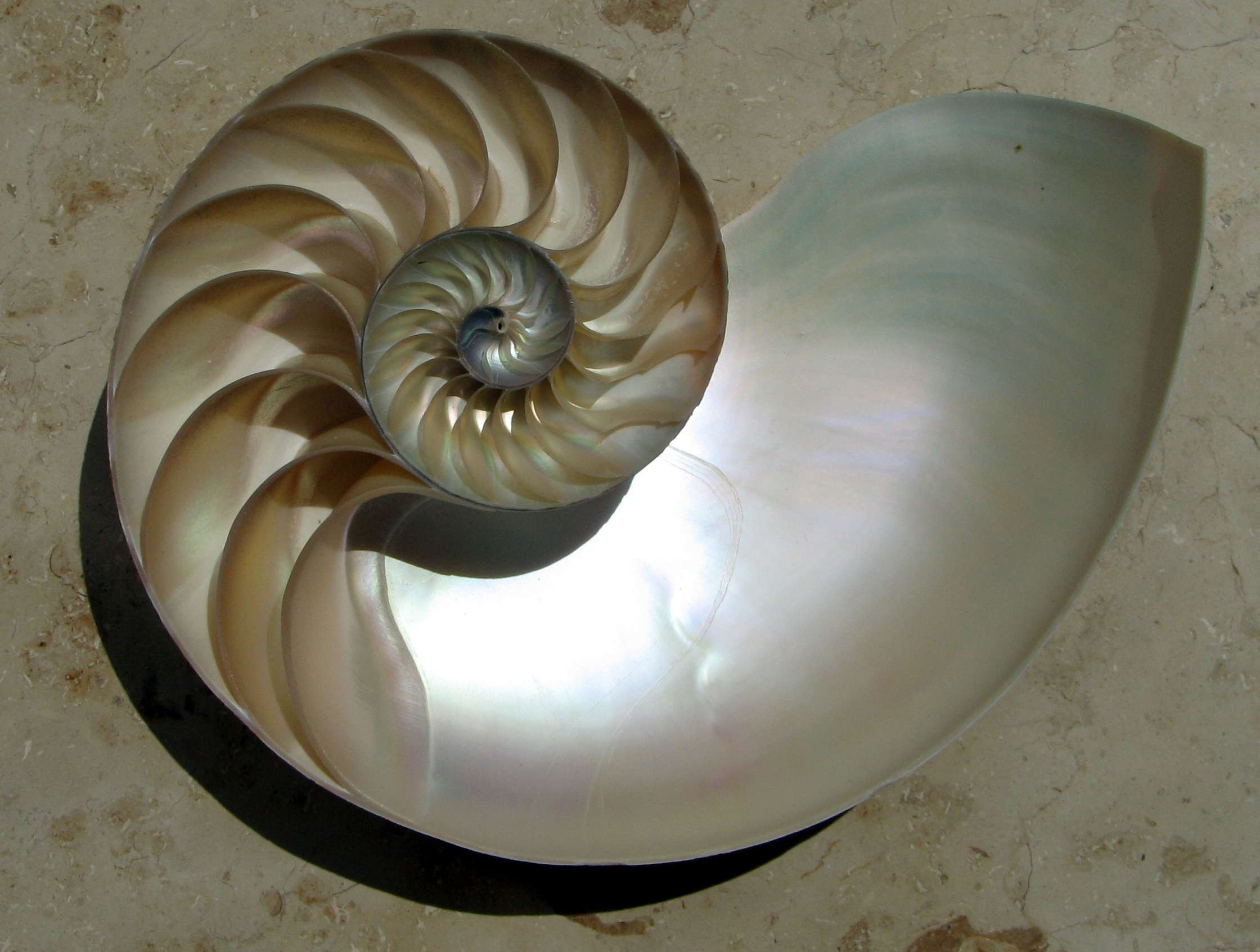
قشرة الصدف قزحي الألوان.

## استخدام في التزيين

تستخدم ورق اللؤلؤ منذ قرون لمختلف أغراض التزيين
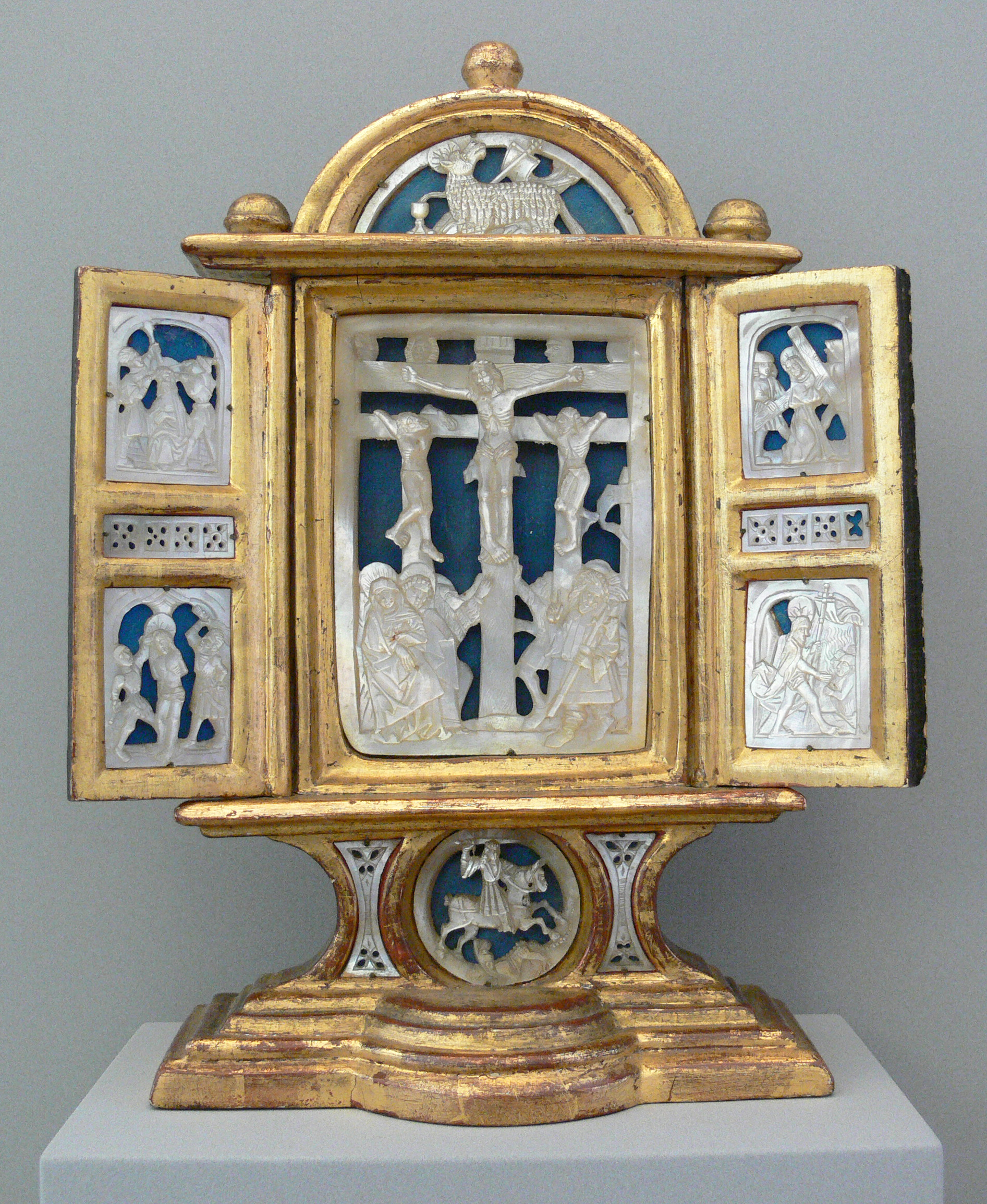
قطعة من بافاريا من حوالي سنة 1520 تشمل ورق اللؤلؤ المنحوتة
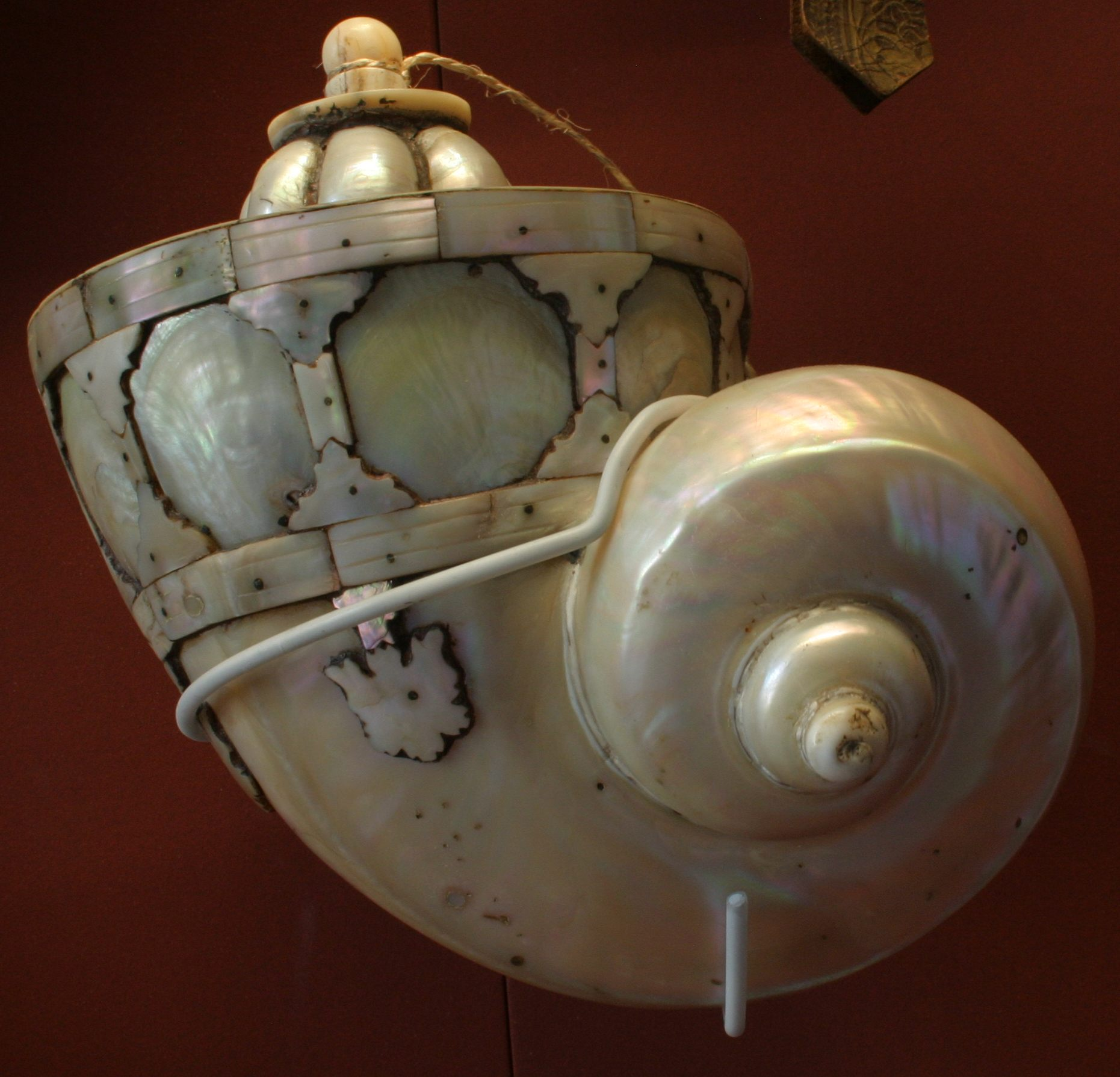
حافظة البارود من ورق اللؤلؤ
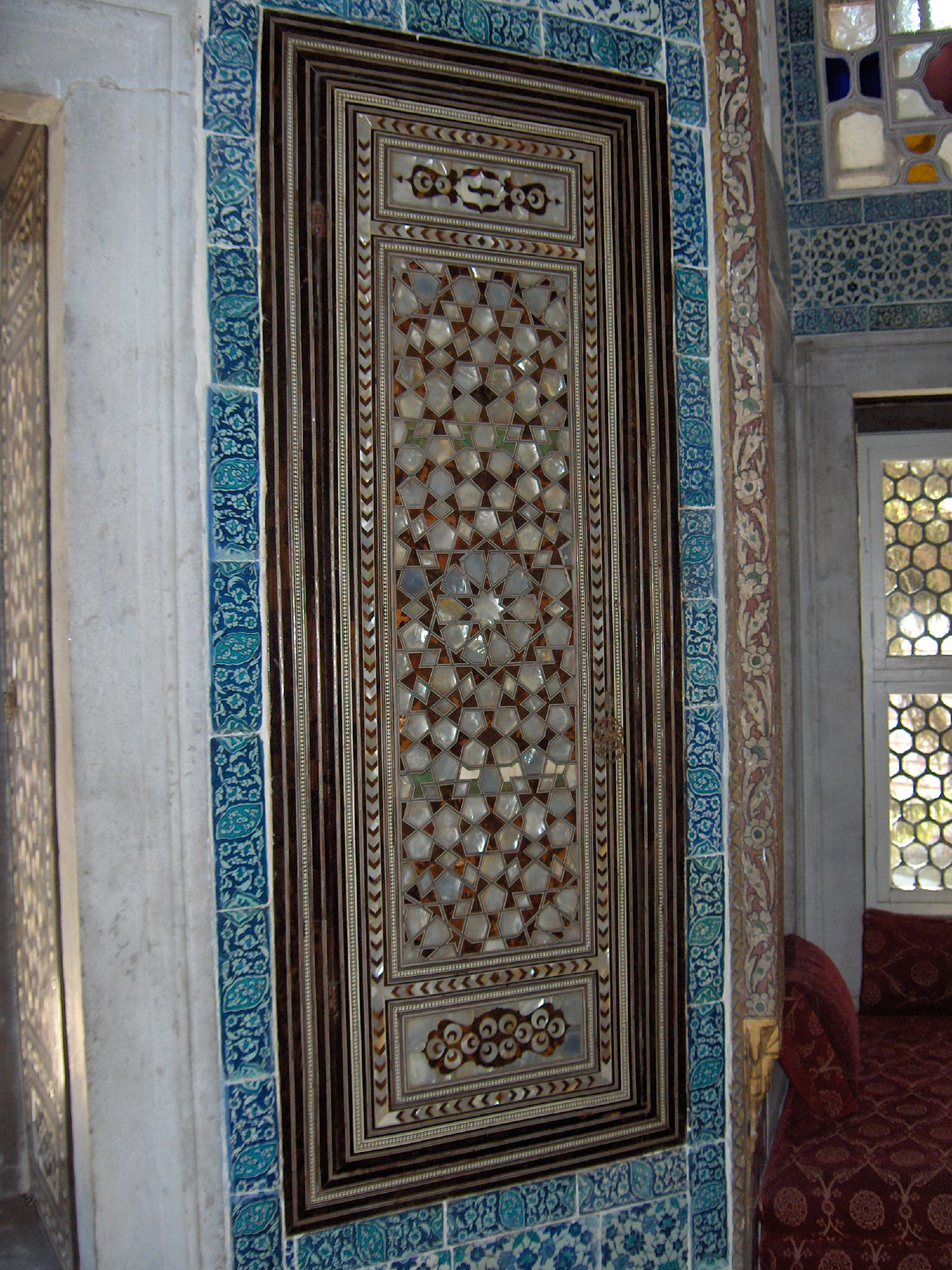
لوحة خشبية مطعمة بورق اللؤلؤ في رواق بغداد في قصر طوب قابي بمدينة إسطنبول
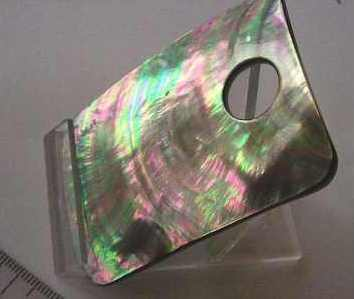
صدفة مشكلة على قطعة تزيينية
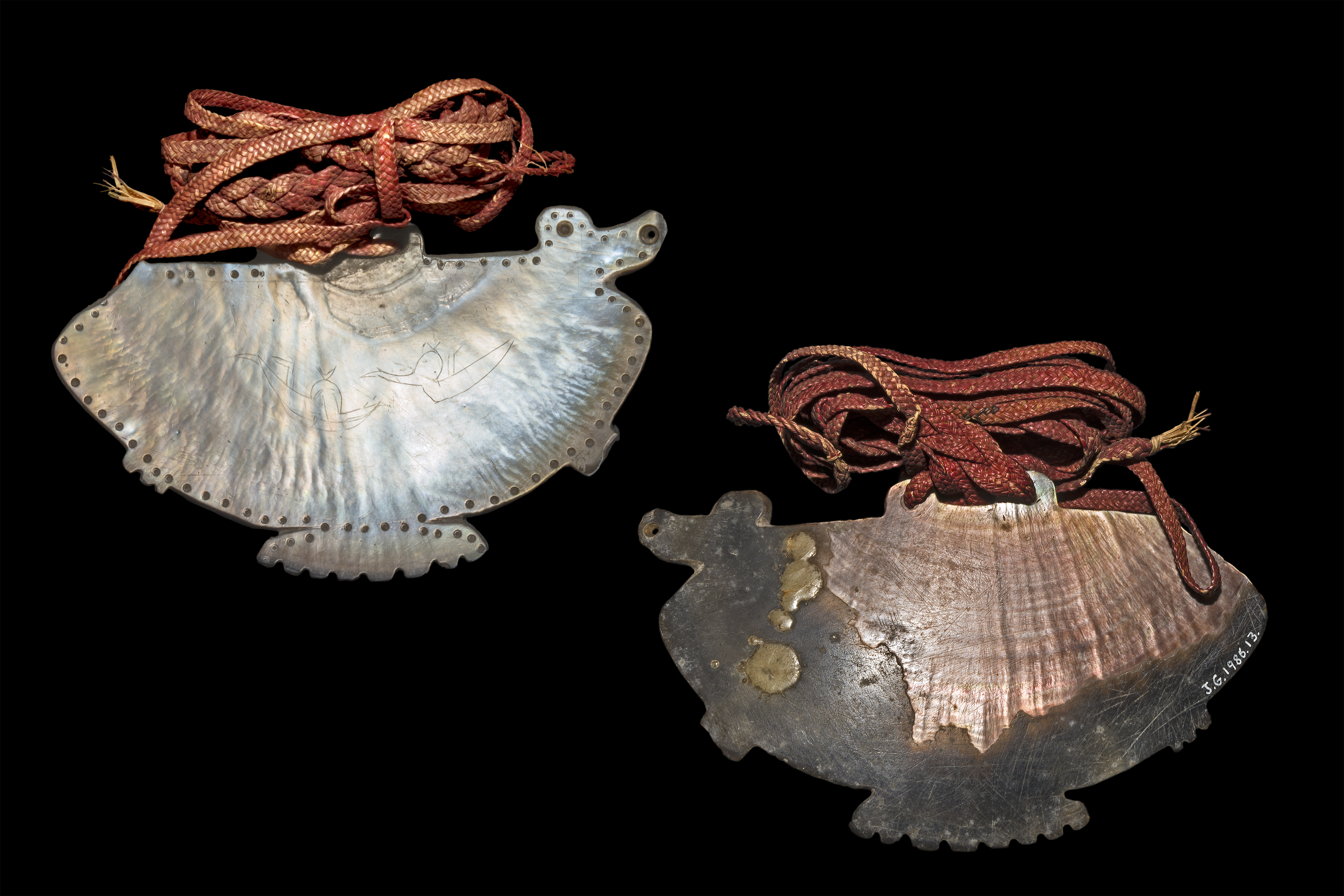
قلادتان منفشتان من جزر سليمان، سنة 1838